# Fort de Chartres

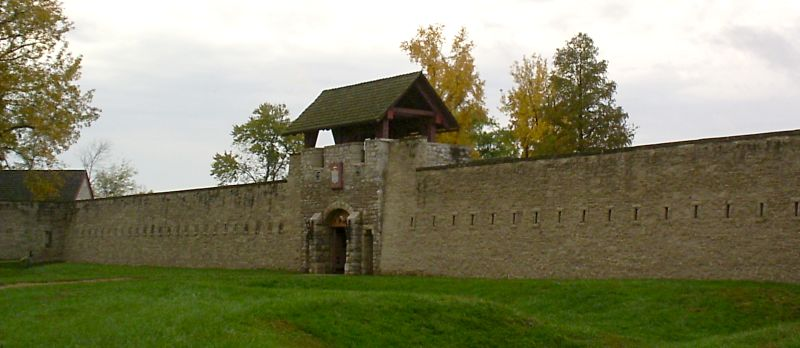
L'ingresso del Fort de Chartres, ricostruito negli anni '30.

Fort de Chartres fu una postazione militare francese eretta nel 1720 lungo il fiume Mississippi e centro amministrativo della regione del Pays des Illinois. Fu intitolato in onore di Louis, duca di Chartres figlio del reggente Filippo di Orléans.
Nel dicembre 1718 un contingente francese partì da Nuova Orleans sotto il comando di Pierre Dugué de Boisbriand. Avevano il compito di sorvegliare gli Indiani Fox, i quali spesso operavano razzie a danno dei villaggi francesi. Costruirono dunque un forte in legno. Come difesa alla postazione c'era solo una palizzata, con due bastioni agli angoli opposti.
Dopo soli cinque anni, le frequenti inondazioni del fiume lo danneggiarono gravemente. Così si decise di costruire un secondo forte, più lontano dal letto del fiume, ma ancora in aperta prateria. All'interno c'erano quattro costruzioni. Era dfeso da una cinta in pietra con bastioni in ciascuno dei quattro angoli. All'esterno del forte c'erano una cappella e qualche residenza.
Anche la seconda costruzione degradò rapidamente; nel 1742 vennero fatte alcune importanti riparazioni. Nel 1747 la guarnigione si spostò a Kaskaskia.
Già negli anni Trenta le autorità francesi si poneva il problema sull'utilità di edificare un forte in pietra, per proteggere i loro interessi in Louisiana. La discussione verteva sul luogo dove venisse eretta la costruzione: gli ufficiali di Nuova Orléans propesero per un luogo vicino a Kaskaska, ma l'ufficiale locale preferì nelle vicinanze delle prime due costruzioni. Venne scelta la seconda opzione; i lavori per il nuovo forte in pietra iniziarono nel 1753 e finirono nel 1756.
Fort de Chartres servì ai francesi come postazione militare solo una decina di anni, poiché con il Trattato di Parigi del 1763 sanciva il passaggio di gran parte delle colonie francesi del Nordamerica alla Gran Bretagna.
I britannici arrivarono nel 1765, rinominandolo Fort Cavendish, ma già nel 1771 lo abbandonarono.
Nell'Ottocento il sito militare andò in rovina. Nel 1913 lo Stato dell'Illinois autorizzò l'acquisto del sito. Nel Novecento il forte venne ricostruito, come testimonianza della cultura franco-indiana.